# La Loi des rues
Pour plus de détails, voir Fiche technique et Distribution.
La Loi des rues est un film français réalisé par Ralph Habib et sorti en 1956.

## Synopsis
Yves Tréguier, un jeune orphelin, s'évade d'une maison de redressement en Bretagne pour rejoindre à Paris « Dédé la Glace », un ancien à qui le lie une amitié sincère. L'amour de Zette, une jeune fille qu'il a rencontrée, et l'amitié bienveillante du père Blain, le patron du bistrot, lui donnent envie d'un travail régulier. « Jo le Grec », un proxénète jaloux de l'amitié de Dédé pour Yves, séduit Wanda, une prostituée aimée de Dédé, et abat ce dernier. Blain l'empêche de faire subir le même sort à Yves et l'abat à son tour. Yves pourra vivre honnêtement avec Zette et le bébé qu'elle attend.

## Fiche technique
- Titre : La Loi des rues
- Réalisation : Ralph Habib, assisté de Claude Pinoteau et Édouard Luntz
- Scénario : d'après le roman d'Auguste Le Breton[2]
- Adaptation : Auguste Le Breton, Jean Ferry et Ralph Habib
- Dialogues : Auguste Le Breton
- Photographie : Pierre Petit
- Opérateur : Noël Martin
- Montage : Raymond Lamy
- Musique : Marcel Stern
- Chanson Je suis là pour ça de Marcel Stern (musique) et Henri Contet (paroles), interprétée par Silvana Pamanini (Éditions Salabert, 1er juin 1956)
- Son : Robert Biart
- Décors : Robert Clavel
- Costumes : Gladys de Segonzac
- Maquillage : Anatole Paris; Marcelle Testard
- Photographe de plateau : Marcel Combes
- Script-girl : Marie-Thérèse Cabon
- Régisseur général : Georges Testard
- Chef de production : Paul Graetz
- Directeur de production : Constanttin Geftman
- Production : Transcontinental Films (France)
- Pays de production :  France
- Distribution : Columbia
- Tournage du 11 janvier 1956 au 1er mars 1956
- Format : Noir et blanc - Son mono
- Durée : 100 min
- Genre : Film dramatique
- Date de sortie :
  - France : 25 avril 1956
- Affiches : André Bertrand, Georges Kerfyser, Jean Mascii (France)

## Distribution
- Silvana Pampanini : Wanda, une prostituée
- Jean-Louis Trintignant : Yves Tréguier, dit « Le Breton »
- Jean Gaven : André Remoulin, dit « Dédé la Glace »
- Raymond Pellegrin : Jo le Grec, un proxénète
- Lino Ventura : Mario
- Josette Arno : Zette, la jeune fille amoureuse d'Yves
- Fernand Ledoux : le père Blain, le patron du bistrot
- Jean-Marc Tennberg : Marcel
- Mary Marquet : Mme Blain
- Roland Lesaffre : le Grêlé
- Marius Laurey : le Rat
- Robert Dalban : le camionneur
- Louis de Funès : « Paulo les chiens »
- Germain Lanciers : Pierre
- Jacques Angelvin : Charlot
- Georges Peignot : Raymond
- Harry Max : le commissaire
- Geymond Vital : le directeur du cabaret
- Moustache : le terrassier
- Emile Riandreys : l'entrepreneur
- Jacques Dhery : un agent cycliste
- Robert Blome : le fêtard
- Paul Azaïs
- Charles Bouillaud
- Georges Aminel
- René Hell
- René Berthier
- Émile Genevois
- Laure Paillette
- Jacky Blanchot
- Christian Brocard
- Anne-Marie Mersen
- Gina Manès
- Louis Viret
- Pierre Sergeol
- Guy-Henry
- Marcel Stern